# Sierra Miwok
Sierra Miwok (Sierra Mewuk), jedna od grana Miwok Indijanaca iz Kalifornije, porodica Moquelumnan, koji se dijele na 3 osnovne skupine: Northern Miwok, Central Miwok i Southern Miwok. Sierra Miwok su do kontakta s Europljanima imali oko 8.000 duša. Nakon kontakta, koji za njih počinje 1848. otkričem zlata u Kaliforniji, broj im naglo pada, da bi 1910. bio sveden na manje od 700.
Danas Sierra Miwok žive na rezervatu Jackson Rancheria, Shingle Springs i Tuolumne Rancheria s federalno priznatim područjima-rančerijama, te na Sheep Ranch, Buena Vista, i Chicken Ranch rancheria.
Ostale značajne grupe Miwoka su Plains Miwok, Bay Miwok, Lake Miwok i Coast Miwok. Sierra Miwoki naseljavaše podnožje Sierra Nevade a osnovu njihove prehrane činio je losos i žir koje su sakupljali u Sierri. 